# Nat Adderley

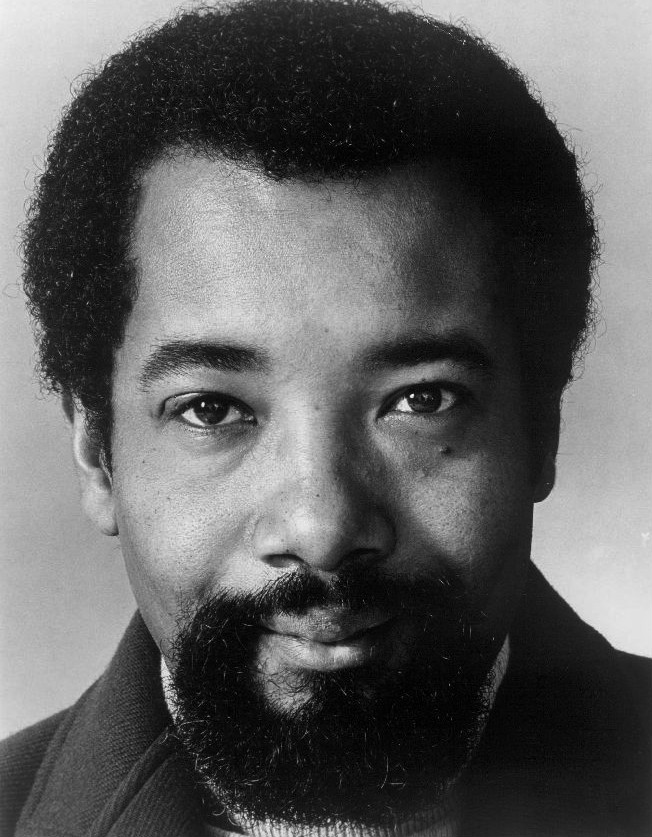
Nat Adderley, 1969

Nathaniel „Nat“ Adderley (* 25. November 1931 in Tampa, Florida; † 2. Januar 2000 in Lakeland, Florida) war ein US-amerikanischer Jazz-Kornettist, Trompeter, Komponist und Bandleader. Bekannt wurde er durch seine Mitwirkung in der Band seines Bruders Julian „Cannonball“ Adderley.

## Leben

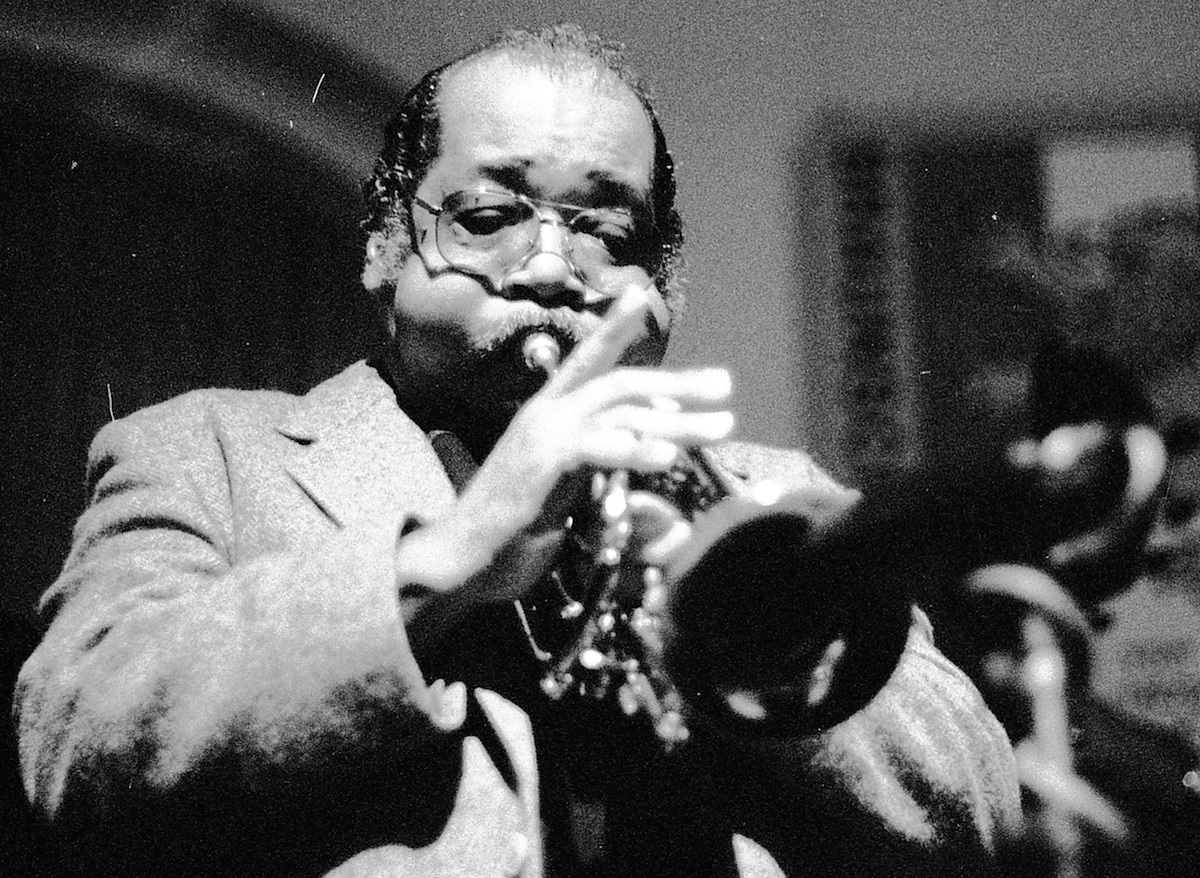
Nat Adderley, 1993

Nat Adderley war in früher Jugend Jazzsänger, lernte mit 15 Jahren Trompete und wechselte dann zum Kornett. Ähnlich wie sein Bruder Cannonball Adderley spielte er während seiner Militärzeit in Armeebands und bekam dann 1954/55 ein Engagement in der Band von Lionel Hampton, dann bei Stan Kenton. Im Jahr 1955 erschien ein erstes Album unter eigenem Namen. Nach kurzer Mitwirkung im Quintett seines Bruders (1956), das aus finanziellen Gründen scheiterte, arbeitete Nat Adderley nach dem Wechsel von Cannonball zu Miles Davis mit J. J. Johnson und 1959 bei Woody Herman und George Shearing, um dann in das wieder gegründete Cannonball Adderley Quintet einzusteigen. Diesem gehörte er bis zum Tode seines Bruders im Jahre 1975 an.
Neben dieser Tätigkeit hat Nat Adderley immer wieder Alben mit eigenen Bands aufgenommen, wie mit Studio-Big Bands oder Musikern wie Joe Henderson, King Curtis, Jerome Richardson, Junior Mance und Wes Montgomery (Work Song, 1960). Zu seinen besten Alben gehört das 1963 mit Mance und Henderson sowie Jim Hall und Kenny Burrell eingespielte Album Little Big Horn!.
Im Jahr 1961 wirkte er an dem Album Carmen McRae Sings Lover Man and Other Billie Holiday Classics mit. Nach einer kurzen Lehrtätigkeit und Tourneen als Gastsolist von Peter Herbolzheimers Big Band gründete Nat 1976, ein Jahr nach Cannonballs Tod, eine neue Formation mit dem Saxophonisten John Stubblefield, dem Pianisten Onaje Allan Gumbs, dem Bassisten Fernando Gumbs und dem Schlagzeuger Buddy Williams zusammen. Seine Alben aus dieser Zeit fielen bei der Kritik eher durch; zu einem großen Erfolg wurde jedoch sein Konzert 1977 in Yokohama mit Jay Jay Johnson.
1980 trat er auf europäischen Festivals mit der Adderley Brotherhood auf, die an die große Zeit des Quintetts mit seinem Bruder erinnern sollte. 1981 trat er beim Kool Festival auf, arbeitete 1982 in New York und 1984 wieder mit Jay Jay Johnson. In den 1990er Jahren spielte u. a Sonny Fortune in seiner Band (Work Song – live at Sweet Basil, 1990). Seinen letzten großen Auftritt vor seinem Tod hatte er 1994 auf dem Floating Festival mit seiner Band bestehend aus Vincent Herring, Walter Booker und Jimmy Cobb.
Sein Ton auf dem Kornett erinnert an Clark Terry. In Erinnerung bleibt Nat Adderley für seine Kompositionen Work Song, Jive Samba und One for Daddy-O.
Sein Sohn ist der Arrangeur und Pianist Nat Adderley junior (* 1955).

## Diskographie
- 1955 – That’s Nat Adderley (Savoy Records) mit Jerome Richardson, Hank Jones, Wendell Marshall, Kenny Clarke
- 1960 – Work Song (Riverside Records) mit Bobby Timmons, Wes Montgomery, Keter Betts, Louis Hayes, Percy Heath
- 1960 – That’s Right – Nat Adderley & the Big Sax Section (Riverside/OJC) mit Cannonball Adderley, Yusef Lateef, Jimmy Heath, Charlie Rouse, Wynton Kelly, Jim Hall, Les Spann, Sam Jones, Jimmy Cobb
- 1961 – Naturally! (Jazzland Records) Nat Adderley Quartets mit Joe Zawinul, Sam Jones & Louis Hayes (Seite A) bzw. mit Wynton Kelly, Paul Chambers & Philly Joe Jones (Seite B)
- 1963 – Little Big Horn (Riverside/OJC) mit Junior Mance, Kenny Burrell, Jim Hall, Bob Cranshaw, Mickey Roker
- 1969 – Country Preacher (Capitol Records) mit Cannonball Adderley, Joe Zawinul, Walter Booker und Roy McCurdy
- 1978 – A Little New York Midtown Music (Galaxy Records) mit Johnny Griffin, Victor Feldman, Ron Carter und Roy McCurdy
- 1986 – Blue Autumn  (Evidence) mit Sonny Fortune, Larry Willis, Walter Booker, Jimmy Cobb
- 1990 – Autumn Leaves  (Evidence) mit Sonny Fortune, Larry Willis, Walter Booker, Jimmy Cobb[1]
- 1990 – Work Song – live at Sweet Basil  (Peter Pan) dto.
- 1990 – The Old Country  (Enja) mit S. Fortune, James Genus, Billy Drummond
- 2024 – Burnin’ in Bordeaux: Live in France 1969